# Apollo Kino (Wien)

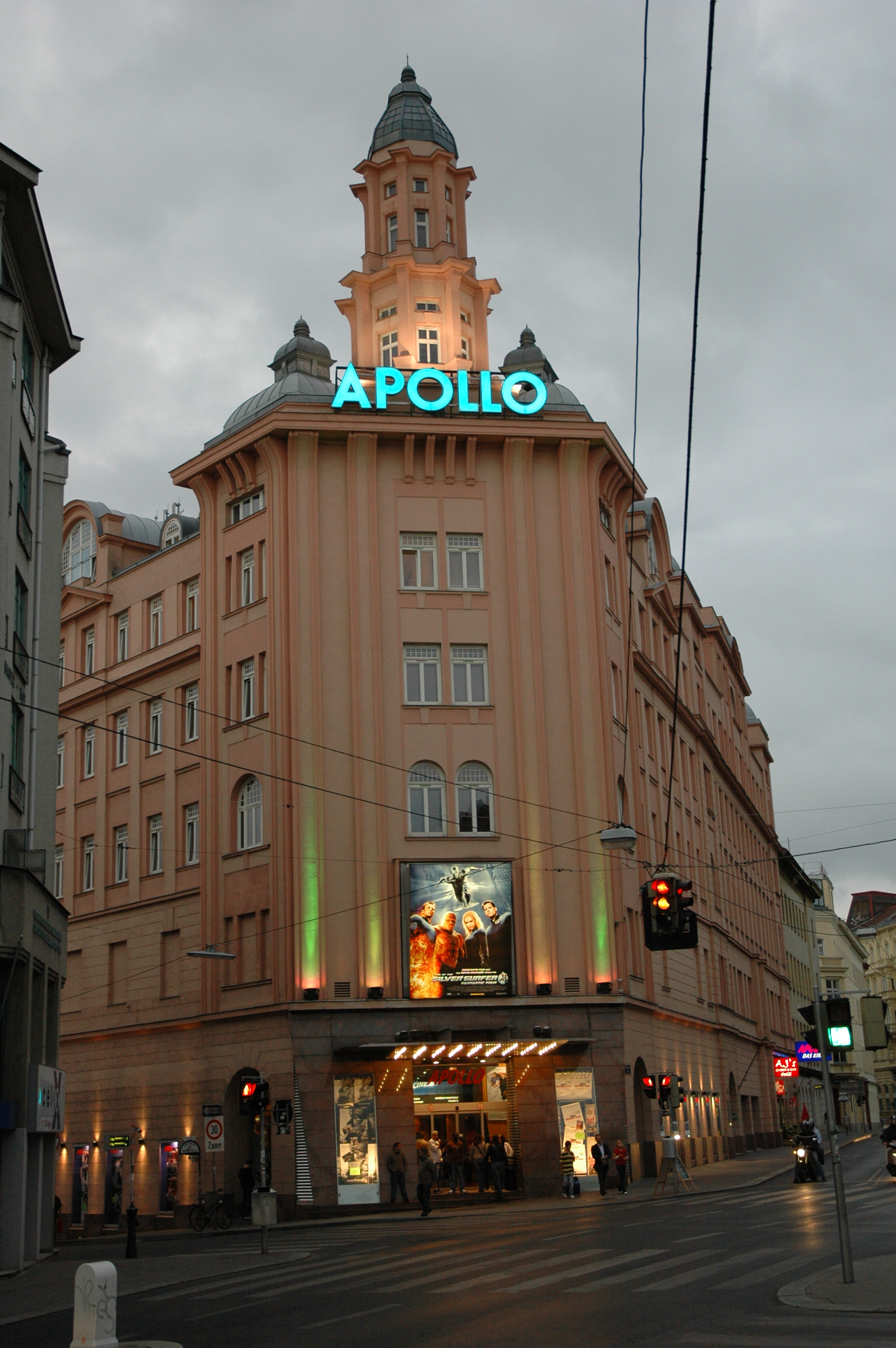
Ansicht von der Gumpendorfer Straße im Jahre 2007

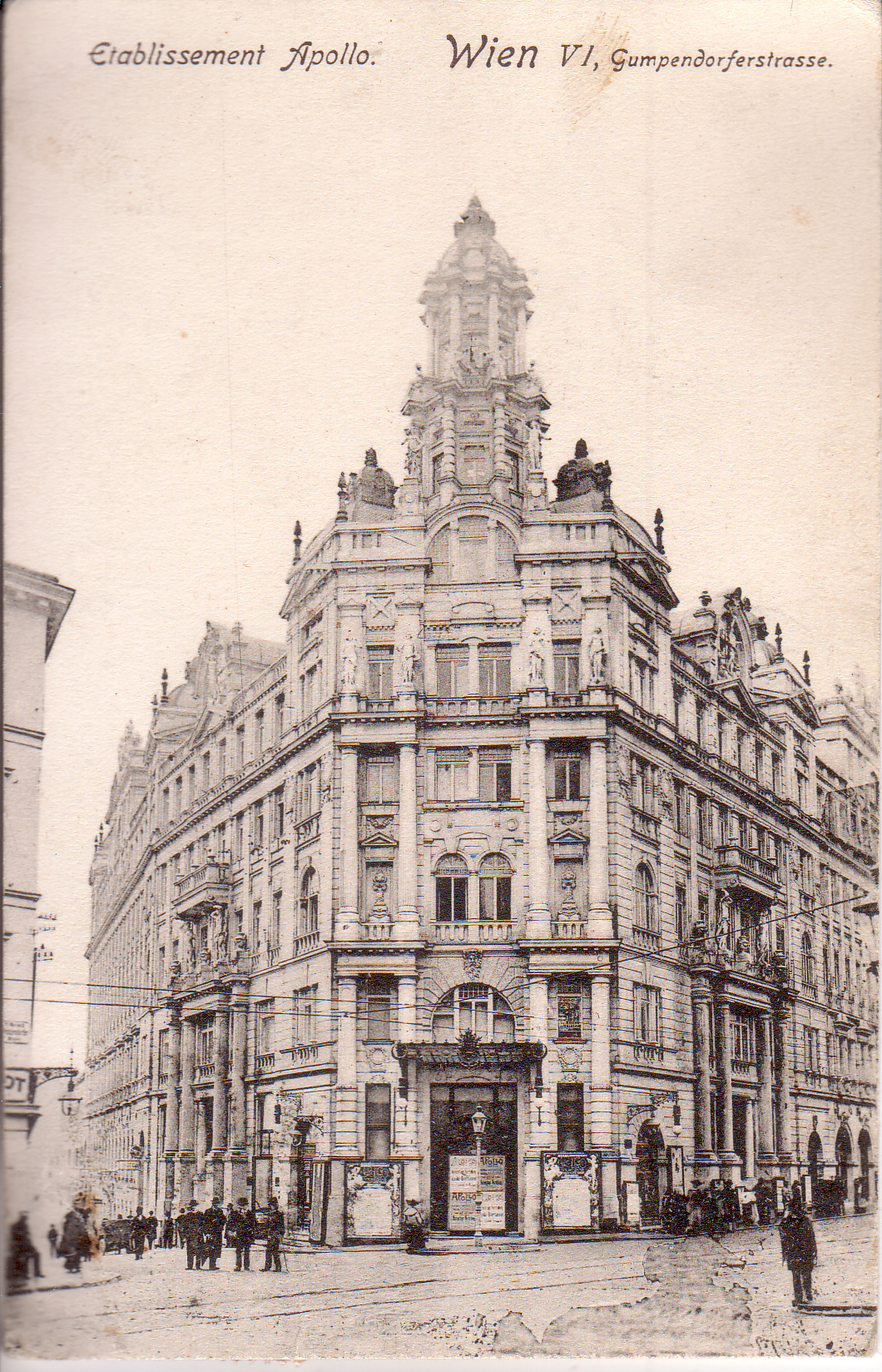
Das Etablissement Apollo kurz nach der Eröffnung im Jahre 1905

Die Eröffnung als Kino 1929. (Foto: Wilhelm Willinger)

Das Apollo Kino in Wien-Mariahilf ist ein Kino in den Räumlichkeiten des 1904 erbauten Apollo-Theaters. Es wurde 1929 mit anfänglich 1.500 Sitzplätzen in einem Saal eröffnet. Mit heute 2.160 Sitzplätzen in 12 Sälen zählt das Kino, das von der unmittelbaren Nähe zur Mariahilfer Straße profitiert, wie seit jeher zu den größten Kinos Österreichs.
Seit den letzten Jahren des Roten Wiens zum städtischen Kinobetreiber Kiba zählend – unterbrochen nur durch die Jahre des Nationalsozialismus – ist das Apollo-Kino seit dem Totalumbau 1997 teilweise und seit der Privatisierung der Kiba 1999 vollständig im Besitz der österreichischen Constantin Film-Holding und in dessen Cineplexx-Kette eingegliedert.

## Geschichte
1904 wurde der in der Gumpendorfer Straße an der Ecke zur Kaunitzgasse in Wien-Mariahilf gelegene von Eduard Prandl geplante Gebäudekomplex fertiggestellt. Dieser umfasste neben einem Hotel und drei Zinshäusern auch das Apollo Theater. 1928 kaufte die Kiba das Theater und ließ es 1929 vom Architekten Carl Witzmann zu einem Kino umbauen. Witzmann zählte seit mehr als einem Jahrzehnt zu den gefragtesten Kinoarchitekten Österreichs und konnte sich mit seinem Projekt gegen Hubert Gessner durchsetzen. Er entschied sich, rot als Grundfarbe zu verwenden, die infolge von Fußboden über Tapeten bis Einrichtungsgegenstände das ganze Gebäude dominierte.
Der Kinosaal des mitten in dicht verbautem Innenstadtgebiet befindlichen Gebäudes fasste rund 1.500 Besucher – und somit nicht viel weniger als das größte Kino Wiens, das im Prater gelegene Busch-Kino, das bis zu 1.800 Besucher fasste.
Als in den Vereinigten Staaten und Teilen Europas bereits der Tonfilm zu seinem Siegeszug antrat, wurde das Apollo Kino 1929 noch als Stummfilmkino eröffnet. Im September gleichen Jahres wurde die neue Christie-Unit-Orgel angeschafft, ein kompliziertes Instrument, das in der Presse als Wunderwerk des modernen Instrumentenbaus gepriesen wurde. Doch nur wenige Monate später erkannte auch das Apollo Kino die Bedeutung des Tonfilms und schaffte als eines der ersten Kinos der Stadt die technische Ausrüstung für die Projektion von internationalen Tonfilmen an. Als erster solcher lief der amerikanische Spielfilm Show Boat, der ein großer Publikumserfolg wurde. In den folgenden Jahren entwickelte sich das Apollo schließlich zu einem der wichtigsten Kinos der Stadt, das nicht zuletzt auch ob seiner Größe und Modernität auch für wichtige Uraufführungen herangezogen wurde.
1938, nach dem Anschluss Österreichs an Deutschland wurden die Kinos der städtischen Kiba, zu denen mittlerweile auch das Apollo gehörte, von der nationalsozialistischen Ostmärkischen Filmtheater Betriebs GmbH enteignet. Die Rückgabe an die Stadt erfolgte nach Kriegsende durch den Information Service Branch der Alliierten.
In den 50er-Jahren zählte das Kino neben dem Gartenbau-, Weltspiegel- und Tabor-Kino zu den Kinos, die Filme in 70-mm-Projektion zeigten. Am 19. November 1952 wurde hier der österreichische Science-Fiction-Film 1. April 2000 uraufgeführt. 1962 wurde das Kino erstmals durch Walter Koch umgebaut. Die Leinwand lag nun auf der gegenüberliegenden Seite, außerdem gab es jetzt zwei weitere Kinosäle.

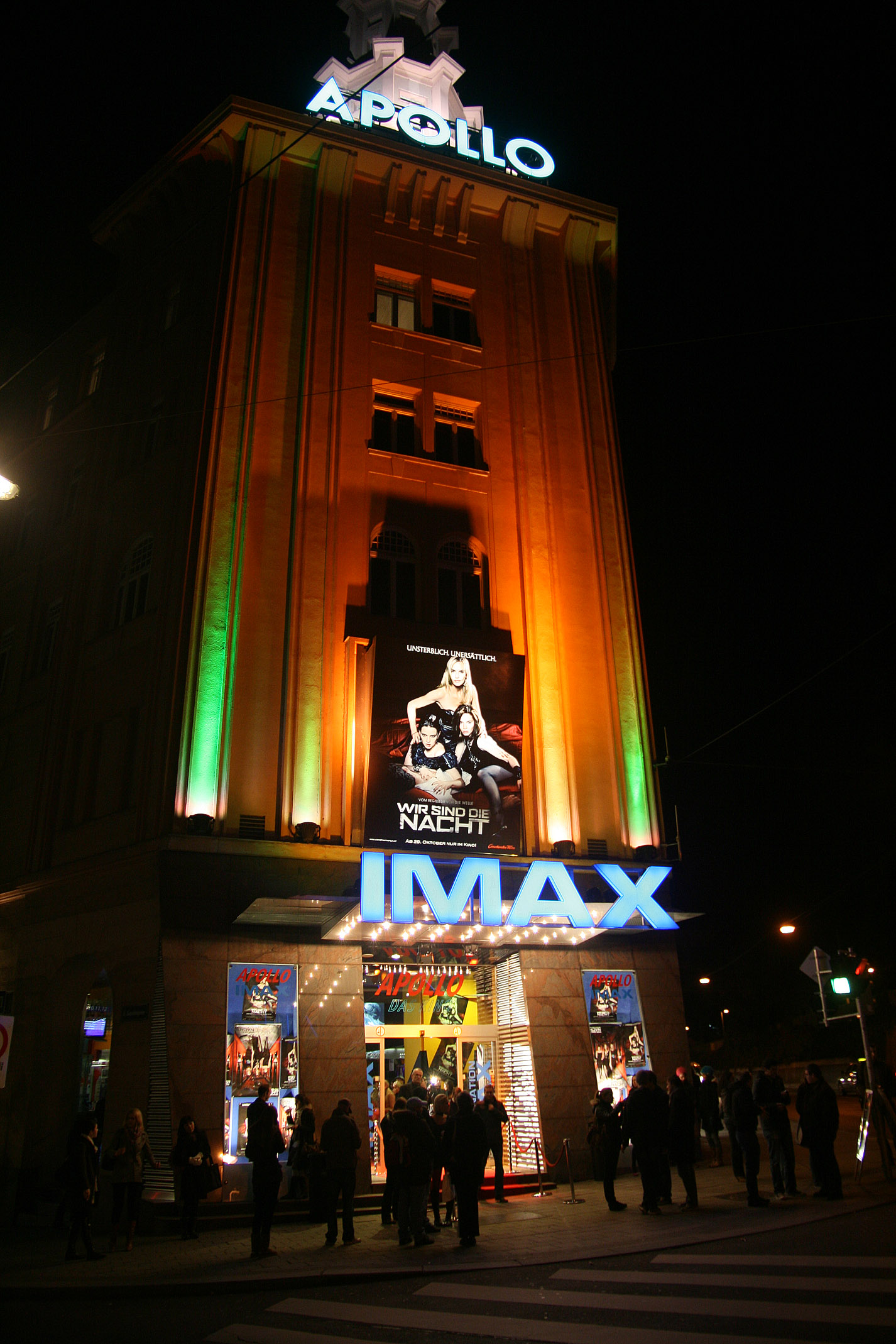
Apollo Kino mit nächtlicher Lichtreklame 2010

1993 wurde das Kino von Walter Kral umgebaut und aus dem unzeitgemäß großen Saal wurden sieben unterschiedlich große Säle. 1996 schließlich folgte der Totalumbau – wieder nach Plänen von Walter Kral – durch die Cineinvest – einer Tochtergesellschaft der städtischen Wiener Kiba und der Constantin Film-Holding – und das Apollo Kino wurde zu einem modernen 12-Saal-Multiplex-Kino, das nun 2.160 Sitzplätze zählte – davon 504 im größten Saal. Zum Zeitpunkt der Eröffnung war das Apollo nun wieder das größte Kino Wiens mit rund einem Achtel der gesamten Kinositzplätze Wiens. Im ersten Betriebsjahr verzeichnete das Apollo, das nach wie vor von der Nähe zur meistfrequentierten Geschäftsstraße Österreichs, der zwischen Westbahnhof und Ringstraße gelegenen Mariahilfer Straße und ihrer guten verkehrstechnischen Erschlossenheit profitiert, 850.000 Besuche und somit rund 8 % aller Kinobesuche Österreichs. Seither wurden jedoch mehrere weitere Multiplex-Center eröffnet, die hinsichtlich des Besuchervolumens mit dem Apollo gleichzogen oder es in den Schatten stellten – so ist nun die UCI Kinowelt in der Millennium City mit über 3.500 Sitzplätzen in 21 Sälen das größte Kino der Stadt. Seit 2009 gibt es im Apollo einen IMAX+3D-Saal, in dem seit dem 24. Juni 2009 IMAX Filme gezeigt werden.